# Thaddeus H. Caraway

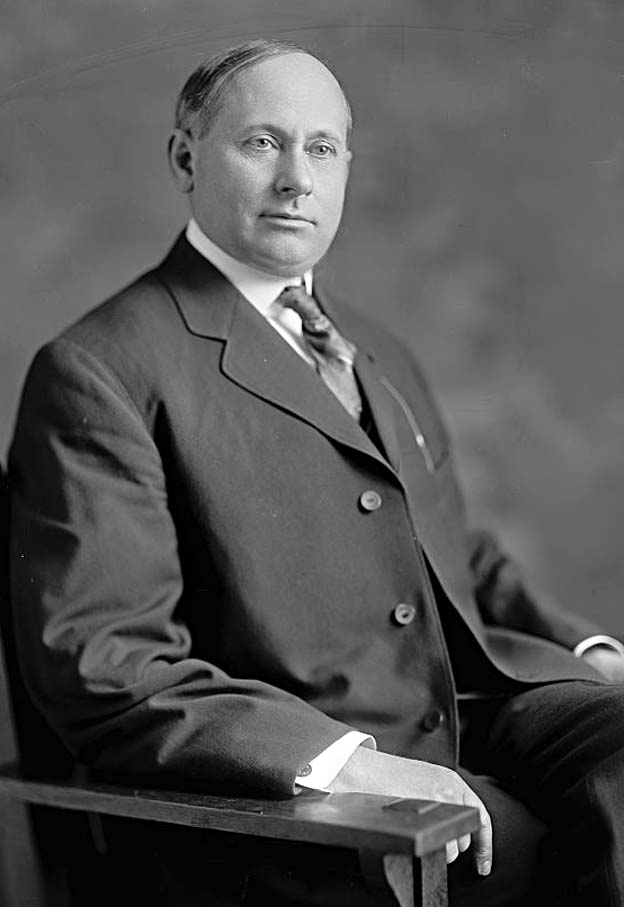
Thaddeus H. Caraway

Thaddeus Horatius Caraway (* 17. Oktober 1871 bei Springhill, Stoddard County, Missouri; † 6. November 1931 in Little Rock, Arkansas) war ein US-amerikanischer Politiker (Demokratische Partei), der den Bundesstaat Arkansas in beiden Kammern des US-Kongresses vertrat.
Der auf einer Farm in Missouri geborene Thaddeus Caraway besuchte als Junge die öffentlichen Schulen seiner Heimat, ehe er 1883 mit seinen Eltern nach Arkansas zog, wo sich die Familie im Clay County niederließ. 1896 machte er seinen Abschluss am Dickson College in Tennessee, woraufhin er die folgenden Jahre als Lehrer an mehreren Dorfschulen tätig war. Danach studierte er die Rechtswissenschaften, wurde im Jahr 1900 in die Anwaltskammer aufgenommen und begann in Osceola zu praktizieren. Später zog er nach Lake City, ehe er 1901 in Jonesboro ansässig wurde.
Von 1908 bis 1912 fungierte Caraway als Staatsanwalt für den zweiten Gerichtsbezirk des Staates Arkansas. Seine politische Karriere begann mit der Wahl ins Repräsentantenhaus der Vereinigten Staaten, dem er nach mehrfacher Wiederwahl vom 4. März 1913 bis zum 3. März 1921 angehörte. 1921 wechselte er dann innerhalb des Kongresses in den Senat, nachdem er bei der innerparteilichen Nominierung den Amtsinhaber William F. Kirby aus dem Rennen geschlagen hatte.
Nach erfolgreicher Wiederwahl im Jahr 1926 starb Caraway während seiner zweiten Amtszeit am 6. November 1931 an einem Blutgerinnsel in seiner Koronararterie. Er wurde angesichts seiner Verdienste um den Staat im Arkansas State Capitol in Little Rock aufgebahrt und in Jonesboro beigesetzt. Seine Ehefrau Hattie gewann die Nachwahl um sein Mandat und war somit die erste Frau, die in den Senat gewählt wurde, sowie die zweite nach Rebecca Latimer Felton, die überhaupt dieser Kammer angehörte.